# Далленвіль
Далленвіль (нім. Dallenwil) — громада  в Швейцарії в кантоні Нідвальден.

## Географія
Громада розташована на відстані близько 75 км на схід від Берна, 4 км на південний схід від Штанса.
Далленвіль має площу 15,5 км², з яких на 4,6% дозволяється будівництво (житлове та будівництво доріг), 53,7% використовуються в сільськогосподарських цілях, 37,7% зайнято лісами, 3,9% не є продуктивними (річки, льодовики або гори).

## Демографія
2019 року в громаді мешкало 1832 особи (+2,3% порівняно з 2010 роком), іноземців було 9,1%. Густота населення становила 118 осіб/км².
За віковим діапазоном населення розподілялося таким чином: 20% — особи молодші 20 років, 62,1% — особи у віці 20—64 років, 17,8% — особи у віці 65 років та старші. Було 757 помешкань (у середньому 2,4 особи в помешканні).
Із загальної кількості 782 працюючих 113 було зайнятих в первинному секторі, 258 — в обробній промисловості, 411 — в галузі послуг.